# موتن
موتن (به آلمانی: Motten) یک شهر در آلمان است که در Bad Kissingen واقع شده‌است. موتن ۱٬۹۳۶ نفر جمعیت دارد.